# Quercus pachyloma
Quercus pachyloma är en bokväxtart som beskrevs av Karl Otto von Seemen. Quercus pachyloma ingår i släktet ekar, och familjen bokväxter. Inga underarter finns listade.